# قناة الغد
قناة الغد هي قناة عربية تلفزيونية فضائية إخبارية تبث باللغة العربية، انطلقت في البداية من لندن في المملكة المتحدة، ثم نقلت عمليات البث الرئيسية إلى القاهرة في مصر، حيث تبث حاليًا من هناك. وتُعد أول قناة إخبارية عربية تنطلق من القاهرة..
تقدم القناة تغطية إخبارية وبرامج تحليلية عبر منصاتها الفضائية والإلكترونية، وتعتمد على شبكة من المراسلين تغطي مناطق النزاع والنقاط الجيوسياسية الحساسة، بما في ذلك الأراضي الفلسطينية وقطاع غزة والداخل الإسرائيلي. وتركز القناة على تقديم محتوى إعلامي يستند إلى التحليل والتخصص، ويعكس تنوع وجهات النظر في تغطية القضايا الإقليمية والدولية.

كما تسعى القناة إلى تقديم محتوى يُواكب التطورات الفكرية والسياسية في المنطقة، ويستهدف المشاهد العربي من خلال رؤية إعلامية تعتمد المهنية والحرية المسؤولة، وتسعى إلى خلق مساحة للنقاش والتعددية الفكرية.

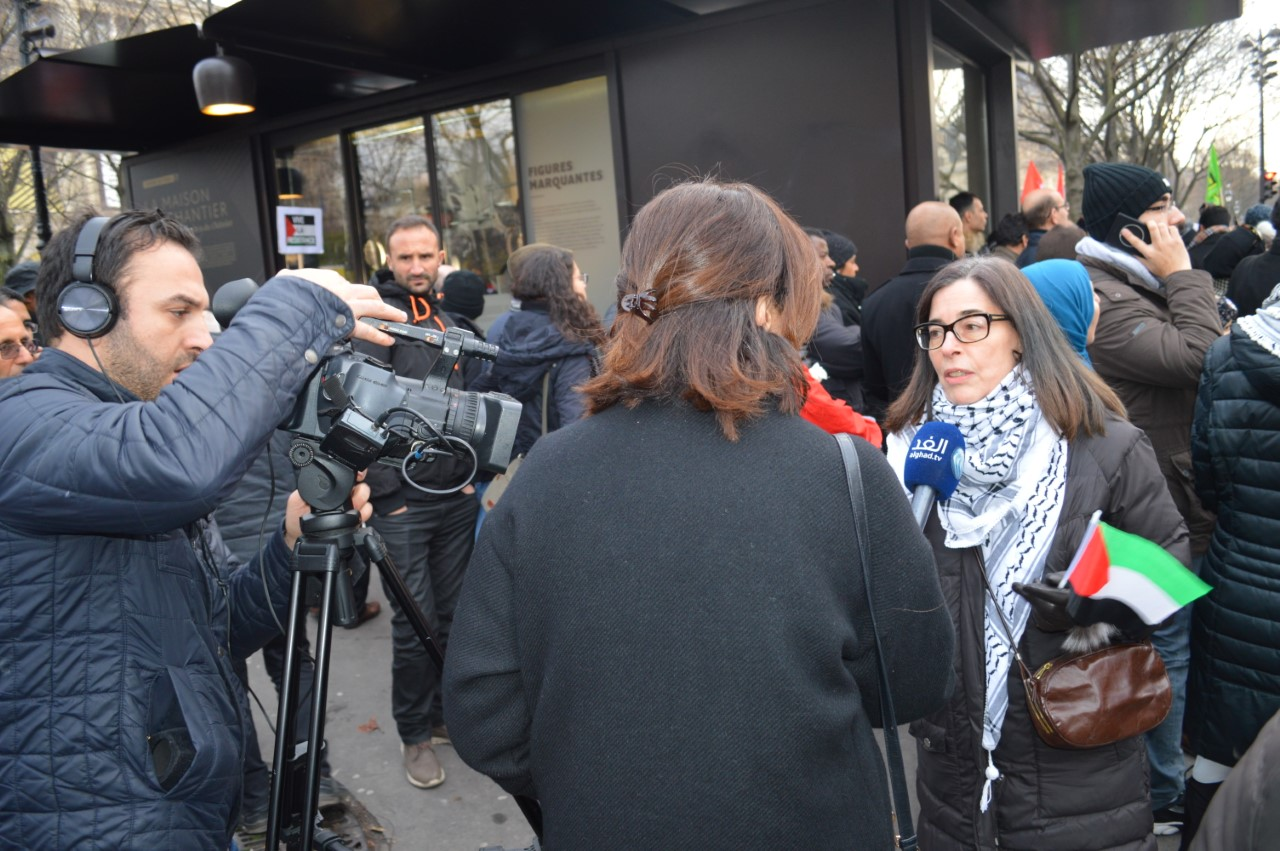
مراسلة ومصور للقناة في باريس أثناء تغطية مظاهرة داعمة لفلسطين في 2017.

## ترددات القناة

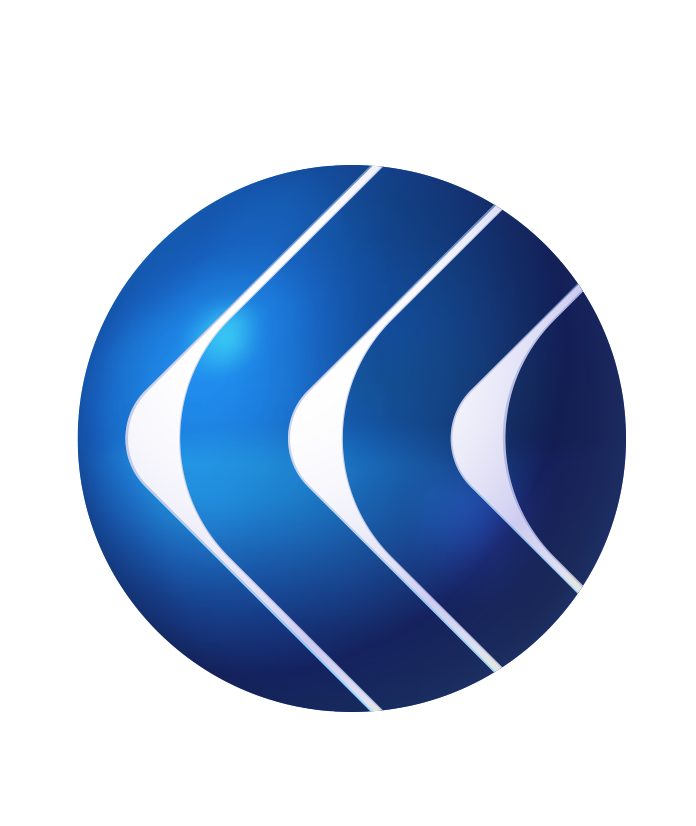
شعار قناة الغد القديم

على القمر الصناعي نايل سات التردد: 11900 الاستقطاب: V معدل الرمز: 27500 التصحيح: 5/6

## البث المباشر للقناة
البث المباشر من الموقع الرسمي للقناة

### أهم البرامج الإخبارية
المدار برنامج إخباري تحليلي يُعرض يوميًا من الساعة 8:00 حتى 10:00 مساءً بتوقيت القاهرة، ويعد البرنامج الرئيسي في القناة.

### برامج يومية
| البرنامج      | المذيع                                              |
| ------------- | --------------------------------------------------- |
| يوم جديد      | ولاء غانم - روان عليان - عمر الأطرقجي - كارلوس ناشف |
| شير           | نورهان عماد الدين                                   |
| النشرة الفنية | صولا                                                |
| ساعة من مصر   | محمد المغربي - خالد عاشور                           |
| وراء الحدث    | علاء عبود                                           |
| السوق         | محمود عبد الصمد - حسن فودة                          |
| الصفحة الأولى | سينار سعيد                                          |

### برامج اسبوعية
| البرنامج       | المذيع              |
| -------------- | ------------------- |
| حديث الرافدين  | علاء الشيخ          |
| حصة مغاربية    | لينا مسلم           |
| المسار السوري  | بهاء ملحم           |
| منابر وسيوف    | ضياء رشوان          |
| 48             | إيمان جبور          |
| القدس          |                     |
| أوراق فلسطينية |                     |
| من لندن        | عادل درويش          |
| القنديل        | أكرم خزام           |
| جولات ميكو     | ميكو سعد            |
| زووم           |                     |
| في الملعب      |                     |
| السوق الرياضي  |                     |
| حكاية          | باسم الجمل          |
| فرصة           | رانيا أبي نادر      |
| الطاقة         | عبد الرحمن البرديسي |
| بيت ياسين      | ياسين عدنان         |

### برامج وثائقية
ترانزيت - هجريون - قالت لي

### برامج انتهى عرضها
| البرنامج     | المقدم    | سنة الإذاعة الأولى | عدد الحلقات |
| ------------ | --------- | ------------------ | ----------- |
| زمن          | حسين فهمي | 2016               |             |
| كاشف الأسرار | زاهي حواس | 2016               |             |

## مذيعو القناة

### مذيعو قناة الغد
| الاسم              | الجنسية |
| ------------------ | ------- |
| صلاح الدين الوحيدي | فلسطين  |
| يارا حمدوش         | سوريا   |
| ميرنا إيهاب        | مصر     |
| منى بلهيم          | المغرب  |
| محمد عبد الله      | مصر     |
| حازم الزميلي       | فلسطين  |
| سينار سعيد         | مصر     |
| محمد مغربي         | مصر     |
| نبيل بالحاج        | ليبيا   |
| صولا سلامة         | لبنان   |
| عمرو عبدالحميد     | مصر     |
| سامي كليب          | لبنان   |
| حسين حسني          | مصر     |
| حسن فودة           | مصر     |
| رولا بحسون         | لبنان   |
| كوثر تنوري         | المغرب  |
|                    |         |

### مذيعو البرامج
| الاسم              | برنامج | الجنسية |
| ------------------ | ------ | ------- |
| صلاح الدين الوحيدي | شير    | فلسطين  |
| صولا سلامة         | شير    | لبنان   |

## التغطيات الإخبارية البارزة
- تغطية قصف مستشفى في غزة (2023) - غطت قناة الغد بشكل مباشر القصف الذي استهدف مستشفى في قطاع غزة خلال الحرب في نوفمبر 2023، حيث تواجد مراسلوها في موقع الحدث ونقلوا تطورات الأوضاع لحظة بلحظة. [7] [8]
- تغطية تفاصيل المرحلة الأولى من اتفاق تبادل الأسرى في غزة (2023) - قدمت قناة الغد تغطية خاصة حول تفاصيل المرحلة الأولى من اتفاق تبادل الأسرى في قطاع غزة، حيث كشفت القناة عن آليات التنفيذ وأبرز البنود المتفق عليها. وركزت التغطية على أعداد الأسرى المفرج عنهم، وردود الفعل السياسية والميدانية حول الاتفاق. كما نقلت القناة تصريحات من مصادر رسمية وتقارير ميدانية حول تأثير الاتفاق على الوضع الإنساني في القطاع.[9]
- مقابلة حصرية مع الرئيس الروسي فلاديمير بوتين (2024) - أجرت قناة الغد مقابلة حصرية مع الرئيس الروسي فلاديمير بوتين، وهي أول مقابلة مع إعلامي عربي منذ بداية الحرب في أوكرانيا. في هذه المقابلة، تناول بوتين القضايا الفلسطينية بشكل رئيسي، حيث تحدث عن موقف روسيا من الوضع الفلسطيني وحقوق الشعب الفلسطيني في ظل التصعيد العسكري الحالي. كما ناقش بوتين الدور الروسي في دعم القضية الفلسطينية على الصعيدين السياسي والإنساني، مؤكدًا أهمية حماية المدنيين الفلسطينيين في ظل الأوضاع الراهنة.[10]
- مقابلة مع وزير الخارجية الإيراني عباس عراقجي (2024) - أجرت قناة الغد مقابلة مع وزير الخارجية الإيراني، عباس عراقجي، حيث أكد خلال الحوار أن الجماعات المقاومة في المنطقة تعمل بشكل مستقل، مشددًا على موقف إيران الداعم للقضية الفلسطينية. كما تناولت المقابلة العلاقات الإيرانية-العربية، والموقف الإيراني من التطورات السياسية في الشرق الأوسط، إضافةً إلى رؤية طهران للدور الإقليمي لإيران.[11] [12] [13]

## الجوائز والتكريمات
- جائزة «الطاووس» للتغطية الإخبارية الرقمية وجائزة المصداقية والمسؤولية لعام 2023 - حصلت قناة الغد على جائزة «الطاووس» للتغطية الإخبارية الرقمية، وجائزة المصداقية والمسؤولية، خلال مشاركتها في المنتدى العالمي للتواصل الاجتماعي الذي استضافته العاصمة الأردنية عمان. وأهدى المدير العام للقناة عباس ناصر الجائزة لروح الشهيد يزن الزويدي، مصور الغد في غزة، الذي استشهد في اليوم المئة من الحرب على القطاع.[14] [15]
- جائزة أفضل العرب في فئة التميز المهني الإعلامي لعام 2023 - حصلت قناة الغد على جائزة "أفضل العرب في فئة التميز المهني الإعلامي" في مدينة مراكش المغربية، وذلك ضمن فعاليات النسخة الخامسة من الجائزة. [16]

## الانتقادات
في عام 2020، تعرضت قناة الغد لانتقادات بعد قرارها بفصل 100 من موظفيها بسبب تداعيات جائحة فيروس كورونا. كانت هذه الخطوة نتيجة للضغوط الاقتصادية التي فرضها الوباء على القناة وغيرها من المؤسسات الإعلامية.  

## منتدى الغد الأول
أقامت قناة الغد جلسة نقاش موسعة بمناسبة انطلاق القناة من القاهرة، بعنوان منتدى الغد العربي الأول «مستقبل المنطقة العربية إلى أين» 
وشارك في المنتدى توني بلير ومصطفى الفقي وغيرهم من الشخصيات السياسية والمجتمعية البارزة 

## وصلات خارجية
- الموقع الرسمي